# Saint-Caprais (Cher)
Saint-Caprais – miejscowość i gmina we Francji, w Regionie Centralnym, w departamencie Cher.
Według danych na rok 1990 gminę zamieszkiwało 449 osób, a gęstość zaludnienia wynosiła 31 osób/km² (wśród 1842 gmin Centre, Saint-Caprais plasuje się na 719. miejscu pod względem liczby ludności, natomiast pod względem powierzchni na miejscu 906.).